# Modicicoccus kaindiensis
Modicicoccus kaindiensis är en insektsart som beskrevs av Sunita Bhatti 1990. Modicicoccus kaindiensis ingår i släktet Modicicoccus och familjen pärlsköldlöss.
Artens utbredningsområde är Papua Nya Guinea. Inga underarter finns listade i Catalogue of Life.